# Calamus neelagiricus
Calamus neelagiricus är en enhjärtbladig växtart som beskrevs av Renuka. Calamus neelagiricus ingår i släktet Calamus och familjen Arecaceae. Inga underarter finns listade i Catalogue of Life.